# كأس ويلز 1886–87
كأس ويلز 1886–87 (بالإنجليزية: 1886–87 Welsh Cup)‏ هو موسم من كأس ويلز. فاز فيه Chirk AAA F.C. ‏.